# Q简语
Q简语是一种标准化的三字母通信简略语，因短语开头字母均为“Q”而得名。
Q简语最初用于商业无线电通信，后来延伸到各个领域，特别是业余无线电通信。 虽然Q简语最初专用于摩尔斯电码通信，但是现在也用于语音通信。为了避免混淆，没有一个国家的呼号以"Q"开头（但有时会有例外，如VE3QRP是低功率通信的业余电台），且QOA~QUZ以及SOS、XXX、TTT等可能与遇险信号或类似性质的其他信号混淆的字母组合也不用作呼号后缀。Q简语中，QAA到QNZ供航空领域使用，QOA到QQZ供航海领域使用, QRA到QUZ供所有服务使用。

## 早期发展
Q简语在1909年前后，由英国政府在一份文件中提出。因为Q简语使得讲不同语言的人在海上的无线电通信变得简便，所以Q简语很快国际化。1912年， 一共40个Q简语出现在第三次国际无线电报公约事务条例的一个列表中。
这是1912年公布的的Q简语，语义与现行Q简语有所不同。
| Q简语 | 问句含义          | 答句含义.           |
| ----- | ----------------- | ------------------- |
| QRA   | 你台名称是?       | 我台名称是⋯⋯.       |
| QRB   | 你台离我台多远？  | 我们的距离是⋯⋯.     |
| QRC   | 你台真方位角是？  | 我台方位是⋯⋯.       |
| QRD   | 你准备前往哪里?   | 我准备前往⋯⋯.       |
| QRF   | 你来自哪里？      | 我来自⋯⋯.           |
| QRG   | 你台航线是?       | 我台航线是⋯⋯.       |
| QRH   | 你台波长是(米制)? | 我台波长是⋯⋯(米制). |
| QRJ   | 你要传送多少字?   | 我要传送⋯⋯字.       |
| QRK   | 你能听到我么?     | 我能收到.           |
| QRL   | 你忙吗?           | 我正忙。            |
| QRM   | 你受他台干扰么?   | 我受他台干扰.       |
| QRN   | 大气干扰严重么?   | 大气干扰严重.       |

## 之后使用
多年以来，一些Q简语被修改，以适应业务变化。在最早的国际列表中，QSW/QSX表示“我应增加/减少我的火花频率？”。这两个Q简语于1920年失效，因为当时美国禁止使用火花隙式发射机进行发射。
一些Q简语用于民用航空领域，特别是QNH和QFE，这些简语用于空中交通管制的无线电通信。QRA到QUZ由国际电讯联盟规定用于所有服务。QAA...QNZ 由国际民用航空组织规定基本用于航空服务。 QOA到QQZ保留给航海业务，QVA到QZZ没有分配。
许多军事和其他使用莫尔斯电码的组织使用其他的代码，包括大多数欧洲及北约国家使用的Z简语。
在本条目中列举出的使用同一Q简语表示问答的方法大多用于军事和业余无线电通信中。

## Q简语列表
国际常用的Q简语如下：
| Q简语 | 问句含义                                                      | 答句含义                                               |
| ----- | ------------------------------------------------------------- | ------------------------------------------------------ |
| QRA   | 你的电台名称是？                                              | 我的电台名称是...                                      |
| QRB   | 你台离我台多远？                                              | 我们相距约为...                                        |
| QRD   | 你到哪里去，从哪里来？                                        | 我到...去，从...来                                     |
| QRE   | 你预计何时到达...（或经过...地方）？                          | 我预计到达（或经过）...的时候是...（时间）             |
| QRF   | 你是否正在返回...（地方）？                                   | 我正在返回...（地方）                                  |
| QRG   | 我的准确频率是多少？                                          | 你的准确频率是...                                      |
| QRH   | 我的频率稳定吗？                                              | 你的频率不稳定                                         |
| QRI   | 我的音调如何？                                                | 你的音调是(T1-T9)                                      |
| QRJ   | 我的信号小吗？                                                | 你的信号小                                             |
| QRK   | 我的信号可辨度是多少？                                        | 你的信号可辨度是(R1-R5)                                |
| QRL   | 你忙吗？                                                      | 我正忙                                                 |
| QRM   | 你受到他台干扰吗？                                            | 我正受到他台干扰 1.无 2.稍有 3.中等 4.严重 5.极端      |
| QRN   | 你受到天电干扰吗？                                            | 我正受到天电干扰 1.无 2.稍有 3.中等 4.严重 5.极端      |
| QRO   | 要我增加发信功率吗？                                          | 请增加发信功率                                         |
| QRP   | 要我减低发信功率吗？                                          | 请减低发信功率                                         |
| QRQ   | 要我发得快些吗？                                              | 请发快些                                               |
| QRR   | 你已经准备好使用自动操作了吗？                                | 我已准备好使用自动操作                                 |
| QRS   | 要我发得慢些吗？                                              | 请发慢些                                               |
| QRT   | 要我停止拍发吗？                                              | 请停止拍发                                             |
| QRU   | 你有事吗？                                                    | 无事                                                   |
| QRV   | 你准备好了吗？                                                | 我已准备好了                                           |
| QRW   | 需要我转告吗？                                                | 请转告                                                 |
| QRX   | 要我等多长时间？                                              | 请等待... ...分钟                                      |
| QRZ   | 谁在呼叫我？                                                  | ...正在...KHz/MHz上呼叫你                              |
| QSA   | 我的信号强度是多少？                                          | 你的信号强度是...                                      |
| QSB   | 我的信号有衰落吗？                                            | 你的信号强度是，1.几乎不能抄收 2.弱 3.还好 4.好 5.很好 |
| QSC   | 你船是货轮吗？                                                | 我船是货轮                                             |
| QSD   | 我的信号不完整吗?                                             | 你的信号不完整                                         |
| QSE   | 救生艇漂移的估计距离是多少？                                  | 救生艇漂移的估计距离是...                              |
| QSF   | 你已经进行援救了吗？                                          | 我已经进行了援救，现在正往...基地去（有...人需要救护） |
| QSG   | 要我每次连发...份电报吗？                                     | 请每次连发...份电报                                    |
| QSH   | 你能用你的测向设备返航吗？                                    | 我能用我的测向设备（在...电台上）返航                  |
| QSI   |                                                               | 在你发报时我未能插入                                   |
| QSK   | 在你所发的信号中间能否收听到我？ 如果能，我能插入你的发送吗？ | 在我所发的信号中间能收听到你； 你可以插入我的发送      |
| QSL   | 你确认收妥／QSL卡片吗？                                       | 我确认收妥／QSL卡片                                    |
| QSM   | 要我将发给你的最末一份电报（或以前的几份电报）重发吗？        | 将你发给我的最末一份电报（或电报号数）重发             |
| QSN   | 你在...kHz（或MHz）上听到我台（或...台）吗？                  | 我已在...kHz（或MHz）上听到你台（或...台）             |
| QSO   | 你能否和...直接（或转接）通信？                               | 你能和...直接（或转接）通信？                          |
| QSP   | 你能中转到...吗？                                             | 我能中转到...                                          |
| QSU   | 能在这个频率(或某个频率)回复吗？                              | 我将在此频率(或某频率)回复                             |
| QSV   | 有天电干扰要我在此频率发一串 V 字吗？                         | 请在此频率发一串 V 字                                  |
| QSW   | 你将在此频率(或某频率)发吗？                                  | 我将在此频率(或某频率)发                               |
| QSX   | 你将在某频率收听吗？                                          | 我将在某频率收听                                       |
| QSY   | 要我改用其他频率拍发吗？                                      | 请改用...KHz/MHz拍发                                   |
| QSZ   | 要我每组发两遍吗？                                            | 请每组发两遍                                           |
| QTB   | 要我查对组数吗？                                              | 请查对组数                                             |
| QTC   | 你有几份报要发？                                              | 我有...份报要发                                        |
| QTH   | 你的地理位置是？                                              | 我的地理位置是...                                      |
| QTR   | 你的标准时间是？                                              | 我的标准时间是...                                      |